# Xã Posey, Quận Harrison, Indiana
Xã Posey (tiếng Anh: Posey Township) là một xã thuộc quận Harrison, tiểu bang Indiana, Hoa Kỳ. Năm 2010, dân số của xã này là 2.909 người.